# Marianne Yaldız
Marianne Hannelore Yaldız (geborene Kessel; * 5. Oktober 1944 in Berlin) ist eine deutsche  Kunsthistorikerin und Indologin. 
Yaldız absolvierte eine Ausbildung zur Krankenschwester, legte das Abitur als Externe ab und studierte ab 1967 an der FU Berlin Indologie. Sie promovierte dort 1975 mit einer Arbeit über die Religion der Munda. Als Nachfolgerin Herbert Härtels war sie ab 1986 Direktorin des Museums für Indische Kunst in Berlin-Dahlem, bis dieses 2006 mit dem Museum für Ostasiatische Kunst zum Museum für Asiatische Kunst fusionierte.
Sie ist Herausgeberin der Reihe Monographien zur indischen Archäologie, Kunst und Philologie.

## Veröffentlichungen
- Ein Beitrag zur Kenntnis der Munda-Religion. Dissertation Berlin 1975.
- mit Wibke Lobo (Hrsg.): Investigating Indian art: proceedings of a Symposium on the Development of Early Buddhist and Hindu iconography, held at the Museum of Indian Art Berlin in May 1986.  Museum für Indische Kunst, Berlin 1987.
- mit Herbert Härtel: Die Seidenstraße: Malereien und Plastiken aus buddhistischen Höhlentempeln aus der Sammlung des Museums für Indische Kunst Berlin. Reimer, Berlin 1987.
- Archäologie und Kunstgeschichte Chinesisch-Zentralasiens (Xinjiang). Leiden 1987 (= Handbuch der Orientalistik. Abt. 7, Bd. 3, Abschn. 2).
- Palast der Götter: 1500 Jahre Kunst aus Indien – Eine Ausstellung im Rahmen der Indischen Festspiele 1991/92. Reimer, Berlin 1992.
- mit Corinna Wessels-Mevissen (Hrsg.): Anmut und Askese: Frühe Skulpturen aus Indien / The Sublime and the Ascetic in Early Sculptures from India. (Ausstellung: Museum für Indische Kunst, Staatliche Museen zu Berlin, 18. September 2003 bis 4. Januar 2004). Selbstverlag u. Verlag Philipp von Zabern, Berlin u. Mainz 2003.
- mit Raffael D. Gadebusch, Regina Hickmann, Friederike Weis, Rajeshwari Ghose, Kurt Sandmair: Magische Götterwelten. Werke aus dem Museum für Indische Kunst, Berlin. Staatliche Museen zu Berlin/Preußischer Kulturbesitz, Museum für Indische Kunst, Potsdam 2000, ISBN 3-9806239-4-7.